# Јевгениј Родионов
Јевгениј Александрович Родионов (23. мај 1977 — 23. мај 1996) био је војник у граничним трупама оружаних снага Руске Федерације. У Првом чеченском рату он и неколико његових сабораца бивају заробљени од стране непријатеља. Годину дана су лежали у заробљеништву током ког су их подвргавали тешком мучењу. Пред Јевгенија су ставили избор – да пређе на ислам или ће га убити, али он је чврсто одабрао да задржи веру и погине. Због тога је убијен на зверски начин, одсецањем главе. За многе Јевгени је постао симбол храбрости, истрајности, части и вере. Постхумно је награђен Орденом за храброст (рус. Орден Мужества).

## Детињство и младост
Јевгениј Александрович Родионов рођен је 23. маја 1977. године у селу Чибирлеј, које се налази у Пензенској области. Отац Јевгенија се звао Александар Константинович (умро је само четири дана након сахране свог сина). Мајка му се звала Љубовна Васиљевна.
Јевгениј је био крштен са свега годину дана. Огрлицу са привеском крста, коју касније није хтео да скине чак ни под претњом смрћу, поклонила му је бака 1988. године. Након завршене средње школе запослио се у фабрици намештаја. Мобилисан је 25. јуна 1995 године, те распоређен у војној јединици граничних трупа Руске Федерације.

## Погибија
Дана 13. фебруара 1996. године отишао је на стражу у пратњи редова Андреја Трусова, Игора Јаковљева и Александра Железњова. Током страже пресрели су амбулантна кола у којима је Руслан Хајхороев - бригадни генерал Чеченске републике Ичкерије шверцовао оружје, у пратњи десетак наоружаних лица. Млади руски војници су покушали да претресу возило, али су их непријатељи савладали и заробили. Након што је руска команда схватила да су граничари нестали, прва претпоставка је била да су дезертирали. Чак је и војна полиција претресала кућу Јевгенијеве мајке, у потрази за њим. Недуго касније, након детаљне истраге спроведене на њиховој патролној линији, војни истражитељи су увидели јасне трагове борбе, те је постало јасно да су Јевгениј и његови саборци у ствари били заробљени.
На његов деветнаести рођендан, 23. маја 1996. године, Јевгенију је одрубљена глава у близини Чеченског села Бамут. Убиство је касније признао Руслан Хајхороев. У присуству страног представника ОЕБС-а, рекао је: "... Он је имао избор да остане жив. Могао је да промени веру, прими ислам и тако се спасе, али он је то одбио. Одбио је чак и да скине крст са себе. На крају је покушао да побегне ...
Чеченски милитанти су ступили у контакт са његовом мајком, тражећи јој новац у замену за информацију о локацији на којој је сахрањен. Будући да није било другог начина да му се нађе тело, мајка Љубовна је пристала.
Тело је идентификовала баш по крстићу ког нипошто није хтео да скине са себе. Детаљна форензичка истрага је касније потврдила да је тело његово.
Јевгениј Родинов је сахрањен у близини цркве Христовог успећа, у селу Сатино – Московска област (Подољск). Након сахране његова мајка је предала Јевгенијев крстић цркви Светог Николе у Пижи (рус. Храм святителя Николая в Пыжах), где је дуго година био чуван у олтару.

## Канонизација
Крајем 2003. године, предложено је да се Јевгениј Родионов канонизује. Један од иницијатора је био председник "Одбора за морални препород Отаџбине", ректор цркве Светог Николе у Пижи, протојереј Александар Шаргунов.
Почетком 2004. године, Саборна Комисија о Канонизацији Руске православне цркве је одбила да канонизује Евгенија због недостатка поузданих информација о његовом мучеништву. Ипак председник Одсека Московске патријаршије за односе са оружаним снагама, протојереј Димитриј Смирнов тврди да ће "питање канонизације Јевгенија Родионова бити решено позитивно – и да је то само питање времена".
У Србији се сматра локалним свецом.